# Ropijoki
Ropijoki (Samisch: Robijohka) is een rivier die stroomt in de Finse gemeente Enontekiö in de regio Lapland. De rivier, die 15840 meter lang is, ontstaat op de oostelijke helling van de Ropi (Roahpi). Ze stroomt naar het zuiden en mondt bij nederzetting Ropinsalmi eerst in het Ropijärvi voordat ze de Könkämärivier instroomt. Ze behoort tot het stroomgebied van de Torne.
Afwatering: Ropijoki Könkämärivier → Muonio →  Torne → Botnische Golf